# 上海交警被拖拽致死案
上海交警被拖拽致死案是發生於2015年3月11日的一起上海一男性司機不服交警指揮並駕車拖拽交警導致警察身亡的案件。
2015年3月11日17时25分左右，32歲男子孙浩杰驾驶一部红色宝马X3越野车從上海市吴中路自西向东行驶至虹许路路口时打算左轉至虹許路，但此時指示左轉方向的信號燈亮起紅燈，孙浩杰左轉失敗，但車身已經超越停车线，在该路口执勤的交通警察茆盛泉要求其退至停车线之後。孙浩杰聽從。隨後直行方向的綠燈亮起，孙浩杰卻駛入左转弯待行区，茆盛泉再次來到車前要求其直行，孙浩杰不服，繼續左轉，茆盛泉則用手上的闪光指挥棒伸入驾驶室左车窗試圖阻止其左轉，孙浩杰並未理睬，繼續加速左转，茆盛泉則扒住驾驶室左侧车窗并随车奔跑，之後茆盛泉摔倒在地。孙浩杰則成功转入虹许路。孙浩杰從反光鏡中發現事態不妙，下車徒步來到事發路口查看情況。茆盛泉的头部遭受巨大钝性外力作用致颅脑损伤，于当晚22时45分死亡。孙浩杰則選擇投案自首。
2015年12月29日，上海市第一中级人民法院以故意伤害罪一審判處孙浩杰无期徒刑，剥夺政治权利终身。孙浩杰未当庭提出上诉。